# Moussa El-Hage
Moussa El-Hage OAM (* 19. Februar 1954 in Aintoura) ist ein libanesischer Geistlicher und Erzbischof von Haifa und dem Heiligen Land und Patriarchalexarch von Jerusalem und Palästina und Jordanien.

## Leben
Moussa El-Hage trat der Ordensgemeinschaft der Maronitischen Antonianer 1972 bei, legte 1979 die ewige Profess ab und empfing am 14. August 1980 die Priesterweihe.
Papst Benedikt XVI. bestätigte die Ernennung zum Erzbischof von Haifa und dem Heiligen Land und Patriarchalexarchen von Jerusalem und Palästina sowie Jordanien am 16. Juni 2012. Seine Bischofskirche ist die Ludwigskathedrale in Haifa. 
Der Maronitische Patriarch von Antiochien und des ganzen Orients, Béchara Pierre Raï OMM, spendete ihm am 28. Juli desselben Jahres die Bischofsweihe; Mitkonsekratoren waren Samir Mazloum, emeritierter Kurienbischof in Antiochia, Guy-Paul Noujaim, emeritierter Kurienbischof in Joubbé, Sarba und Jounieh, Paul Youssef Matar, Erzbischof von Beirut, Francis Némé Baïssari, emeritierter Weihbischof in Joubbé, Sarba und Jounieh, Paul Nabil El-Sayah, Kurienbischof in Antiochia, Joseph Mohsen Béchara, Alterzbischof von Antelien, Simon Atallah OAM, Bischof von Baalbek-Deir El-Ahmar, François Eid OMM, Prokurator des maronitischen Patriarchen beim Heiligen Stuhl, Edgar Amine Madi, Bischof von Nossa Senhora do Líbano em São Paulo, und Michel Aoun, Bischof von Jbeil.
Ähnlich drusischen Israelis, die familiäre und historische Bezüge in den Libanon haben, pflegen maronitische Israelis ihre Beziehungen mit dortigen Glaubensgenossen. Insbesondere in der seit 2019 grassierenden wirtschaftlichen Notlage des Libanons im Allgemeinen und der Glaubensbrüder dort im Besonderen, sammeln Israelis Geld und Medikamente, um zu helfen.
Da die Libanesische Republik auch humanitäre Hilfe aus Israel verbietet, transportierte Erzbischof Moussa El-Hage bei seinen monatlichen Reisen solche Hilfsmittel zu bedürftigen Maroniten und Drusen im Libanon, wobei ihn der libanesische Nachrichtendienst al-Amn al-ʿĀm / الامن العام am 18. Juli 2022 am Grenzübergang Ras al-Naqura bei Einreise in den Libanon festhielt, verhörte und die Arzneien sowie die mitgeführte Barschaft über 460.000 US-Dollar an Spenden für Hilfsbedürftige einzog. Das libanesische Gesetz bedroht alHage mit mindestens einem Jahr Freiheitsentzug, falls das Militärgericht die Hilfslieferung als Handel mit einem Feindstaat beurteilen wird. Da der maronitische Patriarch Béchara Pierre Raï wiederholt die Hisbullah und ihren Einfluss im Libanon kritisierte, vermuten manche sie habe das achtstündige Verhör des Erzbischofs veranlasst. Am 17. Dezember 2022 konnte der Erzbischof wieder nach Israel zurück.